# Élection présidentielle taïwanaise de 2008
L'élection présidentielle taïwanaise de 2008 s'est déroulée en république de Chine (Taïwan) le 22 mars 2008, environ deux mois après les élections législatives.

## Contexte
Le président sortant de l'ile et représentant du Minjindang (Parti démocrate progressiste) Chen Shui-bian est plongé dans différents scandales de corruptions. Il est jugé coupable en novembre 2011 et condamné à la prison à vie, entachant la réputation du PDP. Il prône également l'indépendance avec le continent et met en place un référendum demandant aux citoyens de décider s'ils acceptent de modifier la constitution afin que l'état soit renommé République de Taïwan, au lieu de République de Chine.
Ma Ying-jeou quant à lui est partisan du rapprochement avec Pékin. Depuis mais 2005, le Kuomintang qu'il représente signe des accords de rapprochement informels avec le territoire administré par le Parti communiste chinois. Son parti a déjà repris la majorité aux dernières élections régionales.

## Résultats
| Président                       | Président                       | Vice président                  | Parti                           | Voix       | %        |
| ------------------------------- | ------------------------------- | ------------------------------- | ------------------------------- | ---------- | -------- |
|                                 | Ma Ying-jeou                    | Vincent Siew (en)               | Kuomintang                      | 7 659 014  | 58,45 %  |
|                                 | Frank Hsieh (en)                | Su Tseng-chang                  | Parti démocrate progressiste    | 5 444 949  | 41,55 %  |
| Total (participation : 76,33 %) | Total (participation : 76,33 %) | Total (participation : 76,33 %) | Total (participation : 76,33 %) | 13 103 963 | 100,00 % |